# Рара (музыка)
Рара — жанр фестивальной музыки, распространённый в Гаити и звучащий на уличных шествиях, как правило, во время пасхальной недели. Для её исполнения используются цилиндрические бамбуковые трубы под названием ваксен, барабаны, маракасы, гуиро, металлические колокольчики, а также металлические трубы, которые часто изготавливаются из переработанного металла, например, кофейных банок. Ваксены играют повторяющие закономерности в технике гокета, а музыканты иногда отбивают ритм, ударяя палкой по своим инструментам во время игры. В наше время также часто используются обычные трубы и саксофоны. Жанр основан преимущественно на африканской традиции, однако широкое использование гуиро и маракасов отсылает к музыкальному наследию таино, коренных жителей Гаити.

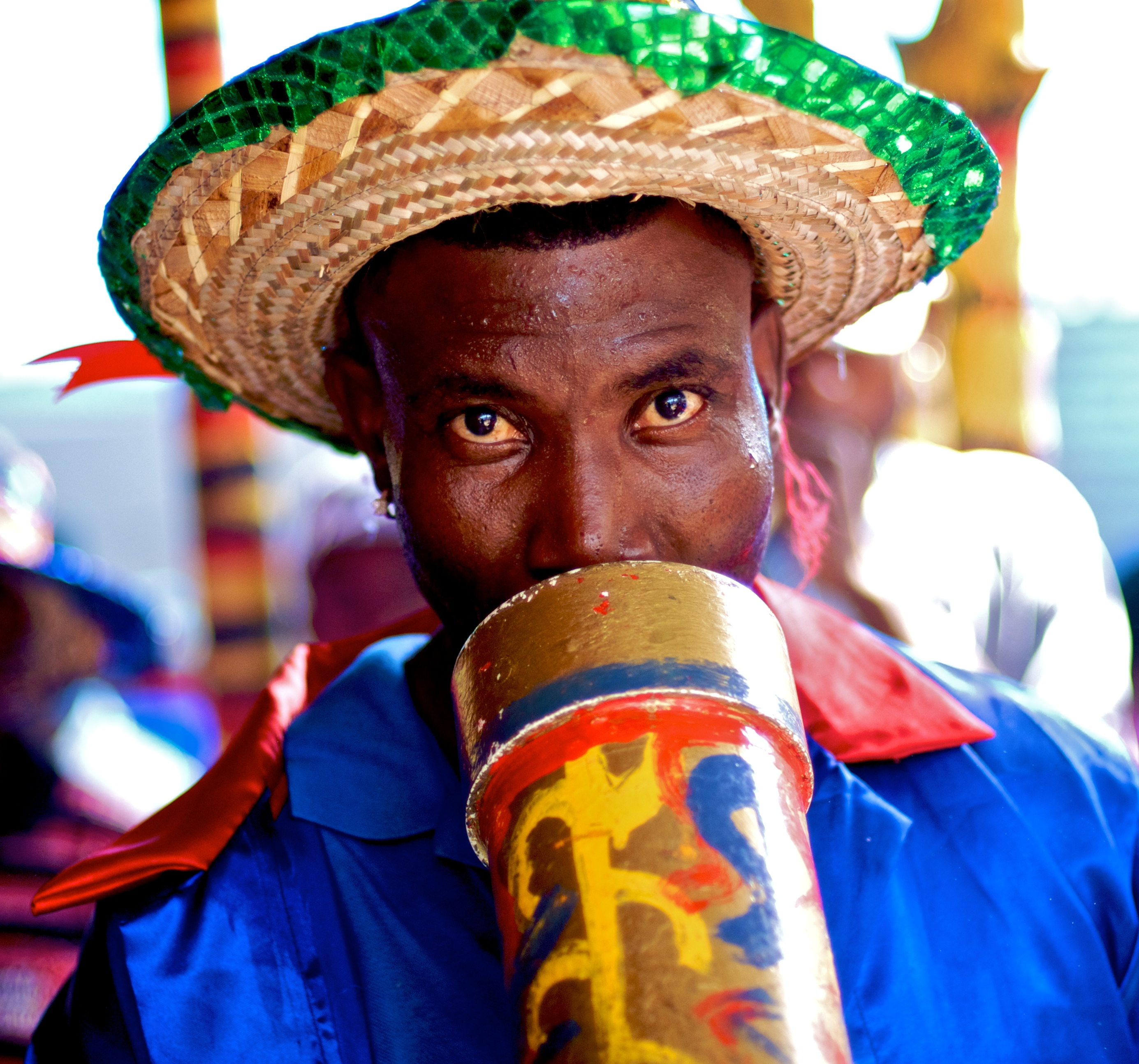
Игрок на ваксене

Выступления исполнителей рара начинаются с Пепельной среды и достигают кульминации к пасхальному воскресенью. Этот период называется карнавалом и широко празднуется на Гаити. Оркестры рара играют на движущихся мобильных платформах или прямо среди толпы, а под их музыку танцуют сотни людей, одетых в красочные одежды. Концерты часто сопровождаются выступлениями артистов, жонглирующих и показывающих трюки с металлическими жезлами. Среди оркестров существует большая конкуренция, и иногда между оркестрантами или их фанатами вспыхивают драки. Известен случай, когда в 1954 году члены оркестра Rara Lafle di Woz напали на родную деревню оркестра Ti Malis, убив нескольких его участников и похитив или предав огню их имущество. Ti Malis написали об этих событиях песню Senkantkat, которая до сих пор остаётся одной из самых популярных в их репертуаре.
Песни рара исполняются на гаитянском креольском языке, в них обычно воспевается африканское происхождение афро-гаитянцев. Жанр был заимствован жителями Доминиканской республики, где его называют «gagá», и к настоящему времени он стал неотъемлемой частью доминиканской музыкальной сцены. Афро-доминиканское население также воспринимает рара как дань уважения своим африканским предкам. В песнях рара часто затрагиваются политические вопросы: музыканты исполняют песни в поддержку тех или иных политиков или критикуют бедность и притеснения властей. Известны случаи, когда политически активным музыкантам запрещали выступать или принуждали покинуть страну. Наиболее известен пример певца Манно Шарлеманя, который провел около десяти лет в эмиграции, а в 1995 году, после возвращения, был избран мэром Порт-о-Пренса.
В религиозной традиции вуду музыка рара имеет священный статус, связанный с вопросами жизни, смерти и возрождения. Оркестрам рара покровительствуют лоа воинственной семьи Петро и связанной со смертью и плодородием семьи Геде. Во время дней Геде (Хэллоуин и День всех святых) или сразу после карнавала музыканты проводят церемонии освящения оркестров и инструментов. Нарисовав на земле символы лоа (веве), они поют и молятся о защите своего оркестра. Поскольку музыка рара играется на дорогах и кладбищах, оркестранты призывают таких лоа, как Барон Самеди (дух смерти и секса), Папа Геде (покровитель кладбищ) и Папа Легба (хранитель ворот и перекрестков).

## В популярной культуре
- Участники канадской инди-рок группы Arcade Fire признавали, что вдохновлялись рара при записи своего альбома «Reflektor»[8].